# 太礼ノ頭
太礼ノ頭（たれいの あたま/かしら）は丹沢大山国定公園内、神奈川県愛甲郡清川村と相模原市の境にある標高1,352mの山である。丹沢三峰の一峰で、西峰とも呼ばれる。

## 付近の山
- 中峰（円山木ノ頭）
- 無名ノ頭
- 東峰（本間ノ頭）
- 瀬戸沢ノ頭
- 丹沢山